# Distington
Distington är en by och en civil parish i Cumbria i England. Orten har 2 247 invånare (2001). Den har ett slott-Hayes Castle.